# Conus alexisallaryi
Espèce
Conus alexisallaryi est une espèce de mollusques gastéropodes marins de la famille des Conidae.
Comme toutes les espèces du genre Conus, ces escargots sont prédateurs et venimeux. Ils sont capables de « piquer » les humains et doivent donc être manipulés avec précaution, voire pas du tout.

## Description
La longueur de l'holotype mesure 49,5 mm[réf. nécessaire].

## Distribution
Cette espèce marine est présente au large des îles Salomon.

## Taxonomie

### Publication originale
L'espèce Conus alexisallaryi a été décrite pour la première fois en 2018 par le malacologiste italien Tiziano Cossignani (d) (1951-) dans la publication intitulée « Malacologia Mostra Mondiale »,.

### Synonymes
- Conus (Pionoconus) alexisallaryi (T. Cossignani, 2018) · non accepté
- Pionoconus alexisallaryi T. Cossignani, 2018 · non accepté

## Identifiants taxonomiques
Chaque taxon catalogué par les bases de données biologiques et taxonomiques possède un identifiant qui permet d'établir un point de référence. Les identifiants de Conus alexisallaryi dans les principales bases sont les suivants :
CoL : 7QSN7 - GBIF : 10991326 - 